# Янев, Никола (партизан)
Никола Попов Янев (псевдонимы Бай Ангел и Ангел Венев) (26 января 1897, Лесово, Княжество Болгария — 9 ноября 1986, София, Болгария) — болгарский политический деятель, актевист БКП, участник движения сопротивления во время Второй мировой войны, партизан, полковник, педагог. Герой Социалистического Труда (НРБ). Герой Народной Республики Болгария (1977).

## Биография
В 1919 году вступил в БКП. В мае 1919 г. был делегатом первого съезда партии. Преследовался властями. В 1925—1930 г. проживал в СССР, где окончил Коммунистический университет национальных меньшинств Запада имени Мархлевского.
Вернулся в Болгарию в 1930 году, а в 1932 году был заключён в тюрьму на основании Закона о государственной защите. Освобождён в 1936 году. В 1936—1941 годах — член ЦК Компартии БКП, работал кооперативным активистом. В 1941—1943 годах интернирован в лагерь Крыстополе. После освобождения из лагеря занимался организацией партизанского движения сопротивления в Болгарии, был политическим комиссаром 6-й Ямбольской повстанческой оперативной зоны в составе Народно-освободительной повстанческой армии Болгарии.
После сентября 1944 года был назначен военным комендантом Сливена и мобилизован в звании полковника политруком 3-й Балканской пехотной дивизии.
С октября 1944 года — секретарь обкома БКП в Бургасе . В 1948—1950 годах — кандидат в члены ЦК БКП. Снят за потерю бдительности.
Работал в Софии директором партийно-комсомольской школы при ЦК БКП. В 1951 году был назначен директором МТС в Министерстве сельского хозяйства Болгарии, где руководил подготовкой трактористов и комбайнёров.
С 1954 по 1964 год — преподаватель Высшего горно-геологического института, доцент кафедры «История БКП».
Автор ряда монографий и публикаций по истории БКП.